# Vassyl Symonenko

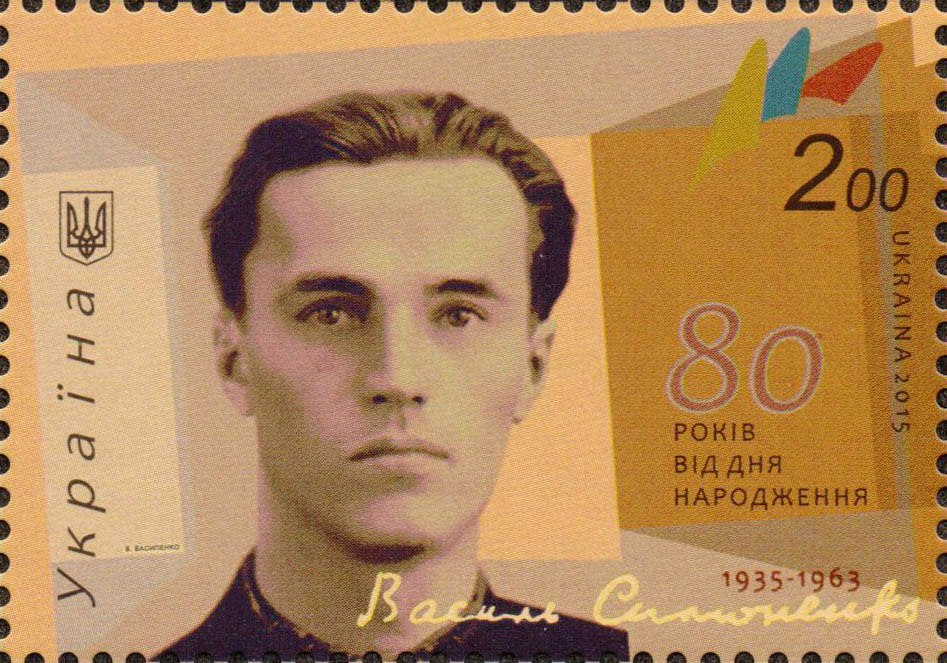
Timbre-poste ukrainien à l'effigie de Vassyl Symonenko.

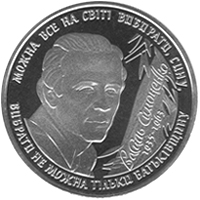
Pièce de monnaie à l'effigie de Vassyl Symonenko.

Vassyl Andriïovytch Symonenko (en ukrainien : Василь Андрійович Симоненко), né le 8 janvier 1935 et mort le 13 décembre 1963, était un poète, journaliste et dissident ukrainien. Il est considéré comme l'une des figures les plus importantes de la littérature ukrainienne contemporaine du début des années 1960. De l'avis du Musée du mouvement dissident de Kiev, les œuvres et la mort prématurée de Vassyl Symonenko ont eu un impact important sur la montée du mouvement démocratique national en Ukraine.

## Biographie
Vassyl Symonenko naît dans une famille paysanne du village de Biyivtsi dans l'oblast de Kharkiv (aujourd'hui oblast de Poltava).
Après avoir obtenu son diplôme de l'université d'État de Kiev en 1957, Vassyl Symonenko travaille comme journaliste dans plusieurs journaux de l'oblast de Tcherkassy.
Son premier recueil de poèmes, Tycha i hrim (« Silence et tonnerre »), est publié en 1962 et fait ressortir le talent de Vassyl Symonenko parmi les jeunes poètes. Son environnement littéraire comprenait les poètes Mykola Vinhranovsky, Ivan Dratch et Lina Kostenko, ainsi que les publicistes et critiques littéraires Ivan Dziouba, Ivan Svitlytchny et Yevhen Sverstiouk, qui, avec d'autres de l'intelligentsia ukrainienne de l'époque, formaient un groupe aujourd'hui connu sous le nom de soixantards (шістдесятники, c'est-à-dire « ceux des années 1960 »).
Au cours de sa dernière année, Vassyl Symonenko écrivit son deuxième livre, Zemné tiajinnia (Земне тяжіння, « La Gravité de la Terre »), dont des vers ont été comparés à ceux du poète Taras Chevtchenko. Un de ses nombreux amis, le poète Ivan Svitlytchny, l'aida à faire circuler ses poèmes en samizdat (littérature dactylographiée) et magnitizdat (enregistrements audio non officiels).
En 1962, Vassyl Symonenko et ses amis avaient découvert les lieux de sépultures des victimes de la répression du NKVD dans les cimetières de Bykivnia, Loukianivsky et Vassyslkivsky près de Kiev. Pour cette raison, il fut cité par le conseil municipal de Kiev. Selon certains chercheurs, cela aurait pu causer sa disgrâce auprès du gouvernement et, peut-être, sa mort.
En 1963, Vassyl Symonenko est sévèrement battu par des employés de la milice locale à la gare de Smila. Victime d'une insuffisance rénale, il meurt à l'hôpital local le 13 décembre 1963.
Après sa mort, son conte-poème satirique Voyage au pays du vice-versa sera publié en 1964.
La collection la plus complète des œuvres de Vassyl Symonenko a été publiée  à Munich (Allemagne) sous le titre Bereh tchekan (Берег чекань, « Rive de l'anticipation ») en 1963.
En 1967, la maison d'édition Smoloskyp a été créée à Baltimore par des expatriés ukrainiens et a pris le nom de Vassyl Symonenko.
En décembre 2008, la Banque nationale d'Ukraine a mis en circulation une pièce de monnaie commémorative dédiée à Vassyl Symonenko dans la série « Personnalités exceptionnelles d'Ukraine ».